# So Good (sång)
So Good är en låt av svenska sångerskan Zara Larsson och den amerikanska sångerskan Ty Dolla Sign. Den släpptes den 27 januari 2017 av TEN Music Group och Epic Records som den femte singeln från hennes studioalbum med samma namn. Den nådde topp 10 i Nederländerna och Sverige, samt topp 40 i Danmark, Finland och Norge.

## Låtlista
- Digital nedladdning

1. "So Good" (med Ty Dolla Sign) – 2:46

- Digital nedladdning [1]

1. "So Good" (med Ty Dolla Sign) (GOLDHOUSE Remix) – 3:25

- Digital nedladdning [2]

1. "So Good" (The Wild Remix) – 3:45